# Hongkongs Billie Jean King Cup-lag
Hongkongs Billie Jean King Cup-lag representerar Hongkong i tennisturneringen Billie Jean King Cup, och kontrolleras av Hongkongs tennisförbund.

## Historik
Hongkong deltog första gången 1981. Bästa resultatet är då man 1982 och 1990 spelade åttondelsfinal.